# Mistrzostwa Świata w Piłce Nożnej 2022 (eliminacje strefy CAF)/Grupa H
Grupa H jest jedną z dziesięciu grup eliminacji drugiej rundy do Mistrzostw Świata 2022. Składa się z czterech niżej wymienionych reprezentacji:
- Senegal
- Kongo
- Namibia
- Togo

Każda drużyna rozegra z każdą dwa mecze (u siebie i na wyjeździe). Mecze rozpoczną się we wrześniu 2021. Drużyna z pierwszego miejsca awansuje do trzeciej rundy.

## Tabela
| Lp. | Drużyna | M | Mecze | Mecze | Mecze | Bramki | Bramki | Bramki | Pkt |
| Lp. | Drużyna | M | W     | R     | P     | +      | −      | +/−    | Pkt |
| --- | ------- | - | ----- | ----- | ----- | ------ | ------ | ------ | --- |
| 1.  | Senegal | 6 | 5     | 1     | 0     | 15     | 4      | +11    | 16  |
| 2.  | Togo    | 6 | 2     | 2     | 2     | 5      | 6      | −1     | 8   |
| 3.  | Namibia | 6 | 1     | 2     | 3     | 5      | 10     | −5     | 5   |
| 4.  | Kongo   | 6 | 0     | 3     | 3     | 5      | 10     | −5     | 3   |

## Wyniki
| 1 września 2021 18:00 CEST | Senegal · Mané 56' · A. Diallo 81' | 2:0(0:0)Raport | Togo | Stade Lat-Dior, Thiès Sędzia: Sadok Selmi |
|                            |                                    |                |      |                                           |

| 2 września 2021 18:00 CEST | Namibia · Hambira 24' | 1:1(1:0)Raport | Kongo · 57' (sam.) Hambira | Orlando Stadium, Johannesburg (Południowa Afryka) Sędzia: Andofetra Rakotojaona |
|                            |                       |                |                            |                                                                                 |

| 5 września 2021 18:00 CEST | Togo | 0:1(0:0)Raport | Namibia · 53' Kambindu | Stade de Kégué, Lomé Sędzia: Omar Abdulkadir Artan |
|                            |      |                |                        |                                                    |

| 7 września 2021 18:00 CEST | Kongo · Ganvoula 45+2' (k.) | 1:3(1:1)Raport | Senegal · 27' Dia · 82' Sarr · 87' (k.) Mané | Stade Alphonse Massemba-Débat, Brazzaville Sędzia: Mohamed Ali Moussa |
|                            |                             |                |                                              |                                                                       |

| 9 października 2021 18:00 CEST | Togo · Placca Fessou 56' | 1:1(0:1)Raport | Kongo · 21' (sam.) Romao | Stade de Kégué, Lomé Sędzia: Sekou Ahmed Touré |
|                                |                          |                |                          |                                                |

| 9 października 2021 21:00 CEST | Senegal · Gueye 10' · Diédhiou 38' · Mané 54' · Baldé 83' | 4:1(2:0)Raport | Namibia · 75' Kamatuka | Stade Lat-Dior, Thiès Sędzia: Kalilou Traoré |
|                                |                                                           |                |                        |                                              |

| 12 października 2021 15:00 CEST | Namibia · Shalulile 27' | 1:3(1:1)Raport | Senegal · 22', 51', 84' Diédhiou | Orlando Stadium, Johannesburg (Południowa Afryka) Sędzia: Mohamed Youssouf Athoumani |
|                                 |                         |                |                                  |                                                                                      |

| 12 października 2021 18:00 CEST | Kongo · Mbenza 71' | 1:2(0:1)Raport | Togo · 43' Placca Fessou · 77' Denkey | Stade Alphonse Massemba-Débat, Brazzaville Sędzia: Djindo Louis Houngnandande |
|                                 |                    |                |                                       |                                                                               |

| 11 listopada 2021 17:00 CET | Kongo · Mbenza 54' | 1:1(0:1)Raport | Namibia · 42' Shalulile | Stade Alphonse Massemba-Débat, Brazzaville Sędzia: Samuel Uwikunda |
|                             |                    |                |                         |                                                                    |

| 11 listopada 2021 20:00 CET | Togo · Cissé 45+1' (sam.) | 1:1(1:0)Raport | Senegal · 90+3' H. Diallo | Stade de Kégué, Lomé Sędzia: Jalal Jayed |
|                             |                           |                |                           |                                          |

| 14 listopada 2021 20:00 CET | Senegal · Sarr 14', 24' | 2:0(2:0)Raport | Kongo | Stade Lat-Dior, Thiès Sędzia: Fabricio Duarte |
|                             |                         |                |       |                                               |

| 15 listopada 2021 14:00 CET | Namibia | 0:1(0:0)Raport | Togo · 88' Placca Fessou | Orlando Stadium, Johannesburg (Południowa Afryka) Sędzia: Pierre Atcho |
|                             |         |                |                          |                                                                        |

## Strzelcy
4 gole
- Famara Diédhiou

3 gole
- Sadio Mané
- Ismaïla Sarr
- Euloge Placca Fessou

2 gole
- Guy Mbenza
- Peter Shalulile

1 gol
- Silvère Ganvoula M’boussy
- Charles Hambira
- Joslin Kamatuka
- Elmo Kambindu
- Keita Baldé Diao
- Boulaye Dia
- Abdou Diallo
- Habib Diallo
- Idrissa Gueye
- Kévin Denkey

Gole samobójcze
- Charles Hambira (dla Konga)
- Pape Abou Cissé (dla Togo)
- Alaixys Romao (dla Konga)